# Rhoda Reddock
Rhoda Reddock (née le 7 juin 1953 à Kingstown) est une enseignante et militante pour les droits civiques trinidadienne.

## Biographie
Rhoda Reddock a un parent travaillant dans l'assistance sociale. Elle naît à Kingstown d'un père vincentais et d'une mère trinidadienne. Sa famille emménage en Trinité-et-Tobago alors qu'elle a sept ans. Elle fréquente le lycée Bishop Anstey.
Rhoda Reddock étudie à l'Université des Indes occidentales, obtenant un bachelor en administration sociale, puis fait sa maîtrise en études sur le développement à l'Institut des études sociales de La Haye et son doctorat de sociologie appliquée à l'université d'Amsterdam. Elle commence sa carrière académique comme enseignante au Cipriani Labour College et comme assistante à la Haye, puis devient chercheuse pour l’institut de la recherche sociale et économique à l'université des Indes occidentales, où elle devient professeure de sociologie en 1990.
Elle devient ensuite professeure émérite en études de genre, de changement social et de développement à l'Université des Indes occidentales. Elle enseigne sur le campus St. Augustine en Trinité-et-Tobago. Elle est à la tête de l'Institut d'études sur le Genre et le Développement pendant ses premières années et supervise la création d'un département d'études sur le genre en 1994 et en a la tête pendant plusieurs années. En 2014, elle dirige le projet Break the Silence sur les violences sexuelles envers les enfants, qui reçoit le prix de la recherche à plus fort impact UWI-NGC en 2014.
En 2018, elle est professeure invitée à l'université Justus-Liebig de Gießen.
De 2019 à 2022, elle est experte élue pour la Convention sur l'élimination de toutes les formes de discrimination à l'égard des femmes. Elle est réélue en 2023 pour un mandat de trois ans.
Elle se spécialise sur le féminisme et l'histoire du travail des femmes, ainsi que sur le racisme et l'étude des masculinités, et sur l'exploitation sexuelle des enfants.

## Prix et distinctions
- Prix des femmes de la Communauté caribéenne, 2002[4]
- Doctorat honorifique de l'Université du Cap-Occidental, 2012[4],[3]